# Louise Brealey
Louise Brealey, también conocida como Loo Brealey (Bozeat, Northamptonshire, Inglaterra, 27 de marzo de 1979), es una actriz, escritora, editora y periodista británica. Es conocida por interpretar a Roxanna Bird en la serie de televisión Casualty y a Molly Hooper en la serie de la BBC Sherlock, basada en las historias de Sir Arthur Conan Doyle. En julio de 2025, se anunció que interpretaría a Rolanda Hooch, la profesora de Vuelo de Hogwarts, en la serie de televisión Harry Potter (2027).

## Primeros años y educación
Brealey nació en Bozeat, Northamptonshire, Inglaterra. Estudió historia en la Universidad de Cambridge.